# Giuseppe Moles
Rocco Giuseppe Moles (Potenza, 7 gennaio 1967) è un politico e politologo italiano, dal 1º marzo 2021 al 22 ottobre 2022 sottosegretario alla Presidenza del Consiglio dei ministri con delega all'informazione e all'editoria nel governo Draghi.

## Biografia
Nato il 7 gennaio 1967 a Potenza, nel 1991 si è laureato in Scienze Politiche presso la Libera Università Internazionale degli Studi Sociali (Luiss, oggi Luiss Guido Carli) di Roma, discutendo una tesi di relazioni internazionali dal titolo "La Destra Italiana e Francese in Europa (dal 1945 al 1991)".

### Attività politica e istituzionale
Con la discesa in campo nella politica di Silvio Berlusconi, partecipa alla nascita di Forza Italia nel 1994, dove ha lavorato durante il primo governo Berlusconi come assistente personale di Antonio Martino (Ministro degli Affari Esteri) alla Farnesina.
Nel 1995 viene nominato Responsabile Organizzativo del Dipartimento Nazionale Esteri di Forza Italia, mantenendo l'incarico fino al 2001.
Dal 2001 al 2006 è stato Capo della Segreteria Particolare e Portavoce di Antonio Martino, Ministro della Difesa nei governi Berlusconi II e III. Nel corso dello svolgimento degli incarichi presso il Gabinetto del Ministero della Difesa, tra le altre prende parte all'Unità di Emergenza a Palazzo Chigi (come rappresentante del Gabinetto del Ministro della Difesa - Stato Maggiore della Difesa (a seguito dell'attentato alle Torri Gemelle); partecipa alla Riunione SEDM come membro della delegazione ufficiale e Supervisore del Gruppo di Lavoro Ministero della Difesa per l'organizzazione della Riunione (Roma, 2002); presiede il Gruppo di Lavoro Ministero della Difesa - Stato Maggiore della Difesa, a seguito dell'attentato di AN Nassiryia (Roma, 2003); partecipa al Vertice NATO - Russia con l'incarico di Organizzazione e Supervisione del Gruppo di Lavoro e membro della delegazione ufficiale (Taormina, 2006).
Ad aprile 2006 viene nominato "Responsabile Nazionale Grandi Manifestazioni" di Forza Italia.

### Elezione a deputato
Alle elezioni politiche del 2008 viene candidato alla Camera dei deputati, nella circoscrizione Basilicata tra le liste del Popolo della Libertà, venendo eletto deputato. Nel corso della XVI legislatura è stato segretario della 4ª Commissione Difesa, componente della 3ª Commissione Affari esteri e comunitari e del Comitato permanente sugli Italiani all'Estero, Presidente della Sezione Bilaterale di Amicizia Italia-Repubblica Ceca e della Sezione Bilaterale di Amicizia Italia-Ungheria.
Nel 2011 è tra i firmatari della lettera che i 30-quarantenni azzurri hanno inviano al neosegretario Angelino Alfano per chiedere vera rappresentatività all'interno del partito e una riforma radicale dei meccanismi di selezione.
Esponente della "corrente liberale", che fa capo ad Antonio Martino, e da sempre critico con la conduzione economica di Giulio Tremonti, nell'agosto del 2011 fa parte dei nove deputati del PdL che preannunciano emendamenti alla manovra aggiuntiva preparata da Tremonti a causa all'aumento dello spread tra i titoli di stato italiani e tedeschi; in seguito a essa, Giuseppe Moles sarà sempre annoverato (con Antonio Martino, Guido Crosetto, Santo Versace, Giorgio Stracquadanio, Alessio Bonciani, Isabella Bertolini, Deborah Bergamini e Giancarlo Mazzuca) tra i frondisti del PdL e non voterà le successive manovre del governo Berlusconi.
A settembre 2011 è tra i firmatari della proposta di legge "Introduzione del principio del pareggio di bilancio nella costituzione", presentata da Antonio Martino, che prevedeva non solo il vincolo del pareggio di bilancio nella Costituzione, ma anche la previsione di un limite alla spesa pubblica pari al 45% del Pil. "Abbiamo ritenuto importante sottoscrivere questa proposta di legge - spiega Moles - per dare un ulteriore contributo al risanamento del bilancio dello Stato e soprattutto per sottolineare la necessità della razionalizzazione e limitazione della spesa pubblica che oggi è giunta al livello elevatissimo del 52%". Successivamente, quindi, non voterà il pareggio di bilancio in Costituzione (perché non conteneva il limite alla spesa pubblica), né il trattato istitutivo del Meccanismo Europeo di Stabilità, né il Trattato sul Fiscal Compact.
A luglio 2012 è tra gli organizzatori, con Antonio Martino, del seminario a porte chiuse di Villa Gernetto, un incontro di economisti stranieri di fama (tra cui il premio Nobel Robert Mundell) con Silvio Berlusconi, che segnò l'allontanamento dalle linee di politica economica portate avanti da Giulio Tremonti.
Con l'avvento del governo Monti, non voterà mai la fiducia posta sui provvedimenti del governo, assumendo posizioni molto critiche sul suo operato.

### Fuori dal Parlamento
Alle elezioni politiche del 2013 viene candidato al Senato della Repubblica, tra le liste del Popolo della Libertà in terza posizione nella circoscrizione Basilicata, risultando tuttavia il primo dei non eletti.
Il 16 novembre 2013, con la sospensione delle attività del PdL, aderisce alla rinascita di Forza Italia, diventando il successivo 24 marzo 2014 componente dell'Ufficio di Presidenza di Forza Italia.
Il 14 luglio 2015 viene eletto presidente nazionale di Rivolta l'Italia, movimento politico aggregatore di centro-destra, e il successivo 20 novembre viene nominato commissario regionale di Forza Italia in Basilicata, diventando in seguito a tutti gli effetti coordinatore.

### Elezione a senatore
Alle elezioni politiche del 2018 verrà ricandidato al Senato della Repubblica, tra le liste di Forza Italia nella circoscrizione Basilicata, dove viene eletto senatore. Nella XVIII legislatura della Repubblica è stato vice-presidente del gruppo parlamentare al Senato di Forza Italia "Forza Italia Berlusconi Presidente-UDC" dal 9 novembre 2018, componente della 7ª Commissione Istruzione pubblica, beni culturali e della Commissione parlamentare d'inchiesta sulle attività illecite connesse al ciclo dei rifiuti e su illeciti ambientali ad esse collegati, dal 25 settembre 2018 membro della Delegazione Parlamentare italiana presso l'Assemblea parlamentare del Mediterraneo, di cui il 5 dicembre ne viene eletto all'unanimità Presidente.
Nel dicembre 2019 è tra i 64 firmatari (di cui 41 di Forza Italia) per il referendum confermativo sul taglio dei parlamentari: pochi mesi prima i senatori berlusconiani avevano disertato l'aula in occasione della votazione sulla riforma costituzionale.
Il 25 febbraio 2021 viene indicato come sottosegretario di Stato alla Presidenza del Consiglio dei ministri con delega all'informazione e all'editoria nel governo Draghi, nominato dal Consiglio dei Ministri il 1º marzo.
Come Sottosegretario di Stato alla Presidenza è stato artefice di importanti interventi legislativi tra cui l’istituzione del Fondo Straordinario per l’Editoria ed il recepimento della cosiddetta “Direttiva Copyright” con l’introduzione di una formulazione normativa che ha definitivamente previsto e normato il diritto connesso degli editori di vedersi riconosciuto un equo compenso per gli articoli di carattere giornalistico pubblicati sul web all’interno di un contesto negoziale simmetrico ed equilibrato ma con l’obbligo di negoziazione.
Moles non verrà ricandidato alle elezioni politiche anticipate del 2022.

### Attività successive
Nel giugno del 2023 il ministro dell’ambiente Gilberto Fratin e il consiglio di amministrazione di Gestore Servizi Energetici lo indicano come nuovo amministratore delegato di Acquirente Unico, società del gruppo GSE.
Nel gennaio del 2024 è nominato Consigliere di Amministrazione, in qualità di rappresentante del Ministero dell’Università e della Ricerca, della Fondazione NEST per
l’Iniziativa di ricerca “NEST - Network 4 Energy Sustainable Transition”.

## Attività accademica
Esperto di Relazioni Internazionali, di "Difesa e Studi Strategici" e di "Comunicazione e Mass Media", è stato Cultore della Materia e Coordinatore della Cattedra di Relazioni Internazionali, Coordinatore del gruppo di studio e di ricerca di Politica Internazionale e Collaboratore del Centro di Studi Strategici presso la Facoltà di Scienze Politiche della LUISS di Roma.
È stato anche Coordinatore del gruppo di ricerca di Politica Internazionale della Fondazione per la Pace e la Cooperazione Internazionale "Alcide De Gasperi" di Roma, e Docente per temi di politica e relazioni internazionali presso i corsi di specializzazione della SIOI di Roma.
È stato Docente di "Sociologia dei Processi Culturali e Comunicativi" alla Facoltà di Scienze Politiche dell'Università degli Studi Internazionali di Roma LUSPIO, nonché Docente di "Terrorismo Interno" e "Terrorismo Internazionale" del Master in "Scienze Criminologiche, Investigative e della Difesa" presso la LUSPIO.
È  stato docente di "Teoria Politica Internazionale", "Sociologia delle Relazioni Internazionali" e "Scienza della Politica" sempre presso la Facoltà di Scienze Politiche dell'Università LUSPIO.
È docente incaricato per “Chiara Fama” del corso in “Studi Strategici e Geopolitici”, presso il Dipartimento di Scienze Politiche e della Comunicazione dell'Università degli Studi di Salerno.

## Pubblicazioni
È autore di diverse pubblicazioni, fra cui: "Il futuro Jugoslavo tra nazionalismi e spinte democratiche", Fondazione Einaudi, Roma 1992; "Il conflitto nella ex-Jugoslavia: una guerra di religione?", Atti della Giornata di Studio "Le religioni come origine dei conflitti o come fattore di dialogo: il caso mediterraneo" - Firenze, 27 ottobre 1993 - Forum per i problemi della pace e della guerra; "Manuale della Politica Estera Italiana, 1947-1993", coautore e redattore per lo studio sui partiti politici, Amb. L.V. Ferraris, Editori Laterza, Bari 1996; Dispense di "Sociologia delle Relazioni Internazionali", Roma 2008, e di "Teoria Politica Internazionale", Roma 2010, Facoltà di Scienze Politiche, Università LUSPIO.
Ha pubblicato anche per "Cooperazione" del Ministero Affari Esteri, "Politica Internazionale" dell'IPALMO, Bollettino di politica internazionale "Studi sulle Interdipendenze Europee" della Fondazione "Luigi Einaudi", "Lettera dall'Italia" dell'Istituto della Enciclopedia Italiana.
Ha pubblicato anche vari articoli sulla stampa quotidiana e periodica italiana; i suoi articoli sono apparsi, fra l'altro, su Il Tempo, La Gazzetta del Mezzogiorno, L'Avanti!, L'Opinione, Lab.

### Altre Attività
Ha ricevuto il “Premio d’Onore per l’Editoria” della Casa Editrice SD&amp;C” (novembre 2021), il Premio Giornalistico Internazionale “Campania Terra Felix” (dicembre 2021), il Premio
“Faustino Somma – Basilicata d’Oro” (agosto 2023).
Presidente della FIMP Basilicata Archiviato il 5 dicembre 2020 in Internet Archive. (Federazione Italiana Pentathlon Moderno - CONI) dal dicembre 2016.
Componente della Commissione Federale Pubbliche Relazioni della Federazione Italiana Hockey e Pattinaggio FIHP (dal 2002 al 2004)
Membro Straordinario del "Consiglio Superiore delle Comunicazioni" per il quadriennio 2005–2009.
Presidente dell'Associazione Parlamentare "Amici della Pallavolo"
Componente del "Comitato Promotore per le celebrazioni del 150º anniversario dell'Unità d'Italia" della Regione Basilicata (2009 – 2010)
Componente del "Comitato Promotore per le celebrazioni del 40º anniversario della nascita della Regione Basilicata" (2010)
È Socio "Benemerito" dell'Associazione "Antico Kolbak" Lancieri di Montebello – Roma
È Socio "Promotore" della Fondazione "Fare Italia" - Roma
È membro della Fondazione Italia USA.
È componente del Comitato Scientifico dell’ “Osservatorio sulla Cooperazione e la Sicurezza nel Mediterraneo” (OCSM) del Dipartimento di Scienze Politiche e della
Comunicazione dell’Università degli Studi di Salerno (dal 2023).
È Presidente Onorario dell’Associazione “Amici di Luigi Vittorio Ferraris” (dal 2022).

## Onorificenze
- Cavaliere Ufficiale di Merito del Sacro Militare Ordine Costantiniano di San Giorgio (febbraio 2024).
- Croce di Commendatore dell'Ordine al Merito Melitense del Sovrano Militare Ordine di Malta SMOM (dicembre 2003)
- Insegna d’Onore del Ministero della Difesa (novembre 2005)